# Перов, Николай Сергеевич
Перо́в Никола́й Серге́евич (род. 22 мая 1954 года) — доктор физико-математических наук, профессор. Заведующий кафедрой магнетизма физического факультета МГУ с 2013 года. Заведующий лабораторией исследования магнитных свойств. Индекс Хирша — 17.

## Биография
Перов Николай Сергеевич родился 22 мая 1954 года.
В 1977 г. окончил физический факультет МГУ.
В 1983 г. окончил УМЛ при МГК КПСС.Член КПСС с 1976 г.
В 1986 году защитил кандидатскую диссертацию по теме «Исследование ансамблей мелких магнитных частиц».
С 2007 года — заместитель заведующего кафедрой магнетизма.
В 2009 году защитил докторскую диссертацию по теме «Исследование магнитных свойств микро- и нанонеоднородных систем»
С 2013 года — заведующий кафедрой магнетизма физического факультета МГУ.
Подготовил 7 кандидатов наук.
Президент Магнитного общества (МАГО)
.
Сопредседатель оргкомитета Московского международного симпозиума по магнетизму (MISM-2017).
Член Межрегионального Общества научных работников

## Награды
- Медаль ордена «За заслуги перед Отечеством» II степени (18 сентября 2024 года) — за заслуги в научно-педагогической деятельности, подготовке высококвалифицированных специалистов и многолетнюю добросовестную работу[8]

## Научные интересы
- Магнитные свойства функциональных материалов
- Экспериментальные методы в магнетизме
- Разбавленные магнитные полупроводники
- Магнитные наноструктуры и наночастицы

## Педагогическая деятельность

### Читаемые спецкурсы
1. Автоматизация физического эксперимента (6 семестр) (программа)
2. Экспериментальное оборудование современной магнитной лаборатории (10 семестр) — по выбору (программа)
3. Семинар для студентов «Современные проблемы магнетизма» (факультатив) (программа)
4. «Магнетизм вокруг нас» (межфакультетский курс, 30 часов)[9]

## Печатные труды

### Перечни публикаций
- Перечень публикаций в базе данных ИСТИНА
- Перечень публикаций в РИНЦ
- Перечень основных трудов на персональной странице на сайте кафедры магнетизма